# الیجو-کورا
الیجو-کورا (به لاتین: Aledjo-Koura) یک منطقهٔ مسکونی در بنین است که در استان دونگا واقع شده‌است.